# 時空〜ときのそら〜
「時空〜ときのそら〜」は、松澤由美の9作目のシングル。2001年4月28日にマクセル・イーキューブから発売された。

## 解説
前作『明日の笑顔のために』から1年後で、初のマキシシングル。プロデュース・楽曲提供は朝本浩文が行った。

## 収録曲
1. 時空〜ときのそら〜
作詞：松澤由美、作曲・編曲：朝本浩文
BS-iアニメ『サラリーマン金太郎』オープニングテーマ
2. 時空 -ときのそら-（オリジナル・カラオケ）
3. 時空 -ときのそら-（インストゥルメンタル）